# 徒長枝
徒長枝（とちょうし）とは、樹木の幹や太い枝から上方に向かって真っ直ぐに長く太く伸びる枝を指す園芸用語。徒長枝は樹形を乱す上に花芽がつきにくいことから、無駄な養分の使用を抑えるために通常は樹木剪定の際に剪定すべき枝とされる。過剰な撒水や施肥、日照不足や高温などによって発生しやすい。